# Вата (Нижневартовский район)
Ва́та — деревня в Нижневартовском районе Ханты-Мансийского автономного округа — Югры. Административный центр сельского поселения Вата.
Почтовый индекс — 628636, код ОКАТО — 71119927002.

## География
Находится в 60 км от административного центра муниципального района — города Нижневартовска, в 20 км от города Мегиона и в 45 км от города Лангепаса. Транспортная дорожная доступность круглогодичная. Сельское поселение соединено 3-километровой асфальтированной дорогой с федеральной трассой.

### Климат
Климат резко континентальный, зима суровая, с сильными ветрами и метелями, продолжающаяся семь месяцев. Лето относительно тёплое, но быстротечное.

## История
В 1840 году двое ссыльных обосновались за Сургутом в выселках Ватинских. Один из них — Нестер Липецкий, который по праву считается основателем деревни. В основном жители занимались рыбной ловлей, охотой, выращивали овощи.
В тридцатые годы 20 века в деревне появились ссыльные — раскулаченные семьи. В 1937 году люди объединили свой скот, рыболовные снасти и организовали колхоз имени Кирова. Первым председателем стал Будылгин. Занимались сельским хозяйством и рыбной ловлей.
С 1948 по 1951 год население стало расти за счет переселения жителей из сел Погорельское, Изголовь, Вахлово.
В 1961 году колхоз реорганизовали в совхоз «Покурский», в котором было три отделения: Локосовское, Ватинское, Покурское с центральной усадьбой в Покуре.
Более 60 лет в деревне не было школы. Лишь в 1902 году из села Юганского в деревню Ватинская перевели одноклассную школу. Ей стал заведовать священник Богоявленского Храма Артемий Анисович Шевелев, а учительницей была выпускница двухклассной школы Евстолия Гаврилова. В музее деревни Вата имеются программы учебных предметов для церковно-приходских школ по славянской грамоте, чистописанию, счислению. В 1971 году школа становится восьмилетней. Здание школы перевозится из Погорельского, к нему делается пристрой. Строителям помогали родители учеников и старшеклассники. Тогда же был заложен черемуховый сад, сохранившийся до сих пор. Директором первой восьмилетки был Евгений Михайлович Сикач. В 1980 году строится новое здание школы в деревянном исполнении, а в 1993 году — пристрой начальной школы. Она принимает статус средней.
В деревне действует музей-библиотека под управлением директора, Тамары Владимировны Великородовой. Она создала великолепную коллекцию кукол в русских национальных костюмах российских волостей. Ведет исследовательскую тему быта и традиций русского народа.
Более 20 лет руководит сельским клубом Людмила Борисовна Иванова. Людмила Борисовна на протяжении нескольких лет занимается изготовлением кукол. Персональные выставки её работ побывали в Москве, Пскове, Ярославле и Ханты-Мансийске. Награждена дипломом Министерства культуры Российской Федерации и благодарственным письмом в адрес МСКЦ. Представители сельского клуба в 2005 году принимали участие в окружном конкурсе «Золотой наперсток», на котором Гран-при завоевала жительница деревни Вата Е. М. Иванова. Постоянно радуют ватинцев своим творчеством хор участников художественной самодеятельности и две вокальные группы, в которые входят учителя, работники учреждений, нефтяники, пенсионеры, учащиеся. При клубе работает туристический клуб «Эльф». Его посещают учащиеся Ватинской школы, которые принимали участие в туристическом слете, в походах на лыжах, обошли многие достопримечательные места района.

## Население
| 2010 | 2012 | 2013 | 2014 | 2015 | 2016 | 2017 |
| ---- | ---- | ---- | ---- | ---- | ---- | ---- |
| 526  | ↘507 | ↘486 | ↘473 | ↘467 | ↘461 | ↘451 |
| 2018 | 2019 | 2020 | 2021 |      |      |      |
| ↘446 | ↘444 | ↘434 | ↗675 |      |      |      |

## Инфраструктура
- Школа. В ней обучаются 80 человек. Обучение двусменное. В 2007 году школа отметила 105-летний юбилей. В школе проводится опытно-экспериментальная работа по теме «Воспитание гуманистической личности школьника в условиях сельской школы», разработана программа развития до 2008 года, направленная на гуманизацию и гуманитаризацию образования. Работает школа по направлениям: краеведение, нравственно-патриотическое воспитание, экология;
- Фельдшерско-акушерский пункт;
- Клуб;
- Музей-библиотека. Как краеведческий музей был образован на базе школьного музея в 1995 году, в 2000 году преобразован в музей-библиотеку;
- Отделение связи;
- 6 подстанций;
- Цех жилищно-коммунального хозяйства;
- Водоочистительный комплекс «Импульс»;
- 3 магазина;
- Храм-часовня в честь святителя Николая, архиепископа Мир Ликийских чудотворца.

Протяжённость улиц — 8,0 км. Жилой фонд составляет 9.0000,0